# Acid Bath
Az Acid Bath (jelentése: Savfürdő) egy klasszikus doom metal/sludge metal zenekar volt. 1991-ben alakultak a Louisiana állambeli Houma-ban. Pályafutásuk  alatt két nagylemezt, kilenc demót és három DVD-t jelentettek meg. Habár az együttes alapjáraton sludge/doom metalt játszott, zenéjükben a hardcore punk, death metal, gothic rock és blues műfajok elemei is vegyültek. Egy interjúban Dax Riggs énekes "death rock" elnevezéssel illette stílusukat. Sammy Duet gitáros pedig "gothic hardcore"-ként írta le a stílusukat egy másik interjúban. 1997-ben feloszlottak, mivel basszusgitárosuk, Audie Pitre autóbaleset következtében elhunyt.

## Tagjai
- Dax Riggs – ének
- Joseph Fontenot – basszusgitár
- Jimmy Kyle – dobok
- Mike Sanchez – gitár, ének
- Sammy Pierre Duet – gitár, ének
- Audie Pitre - basszusgitár, vokál (1991–1997; 1997-ben elhunyt)
- Tomas Viator - billentyűk (1996–1997)

## Diszkográfia
Stúdióalbumok
- When the Kite String Pops (1994)
- Paegan Terrorism Tactics (1996)

Egyéb kiadványok
- Wet Dreams of the Insane (demólemez, 1991)
- Screams of the Butterfly (demólemez, 1992)
- Demo II (1993)
- Hymns of the Needle Freak (demólemez, 1993)
- Liquid Death Bootleg (demólemez, 1993)
- Radio Edits 1 (demólemez, 1994)
- Radio Edits 2 (demólemez, 1996)
- Paegan Terrorism Tactics Outtakes (demólemez, 1996)
- Demos: 1993-1996 (demó válogatáslemez, 2005, posztumusz kiadás)
- "Apocalyptic Sunshine Bootleg" (1994, videó)
- "Toubabo Koomi" (1994, videó)
- "Double Live Bootleg!" DVD (2002, posztumusz kiadás)